# Catherine Charlotte de Gramont

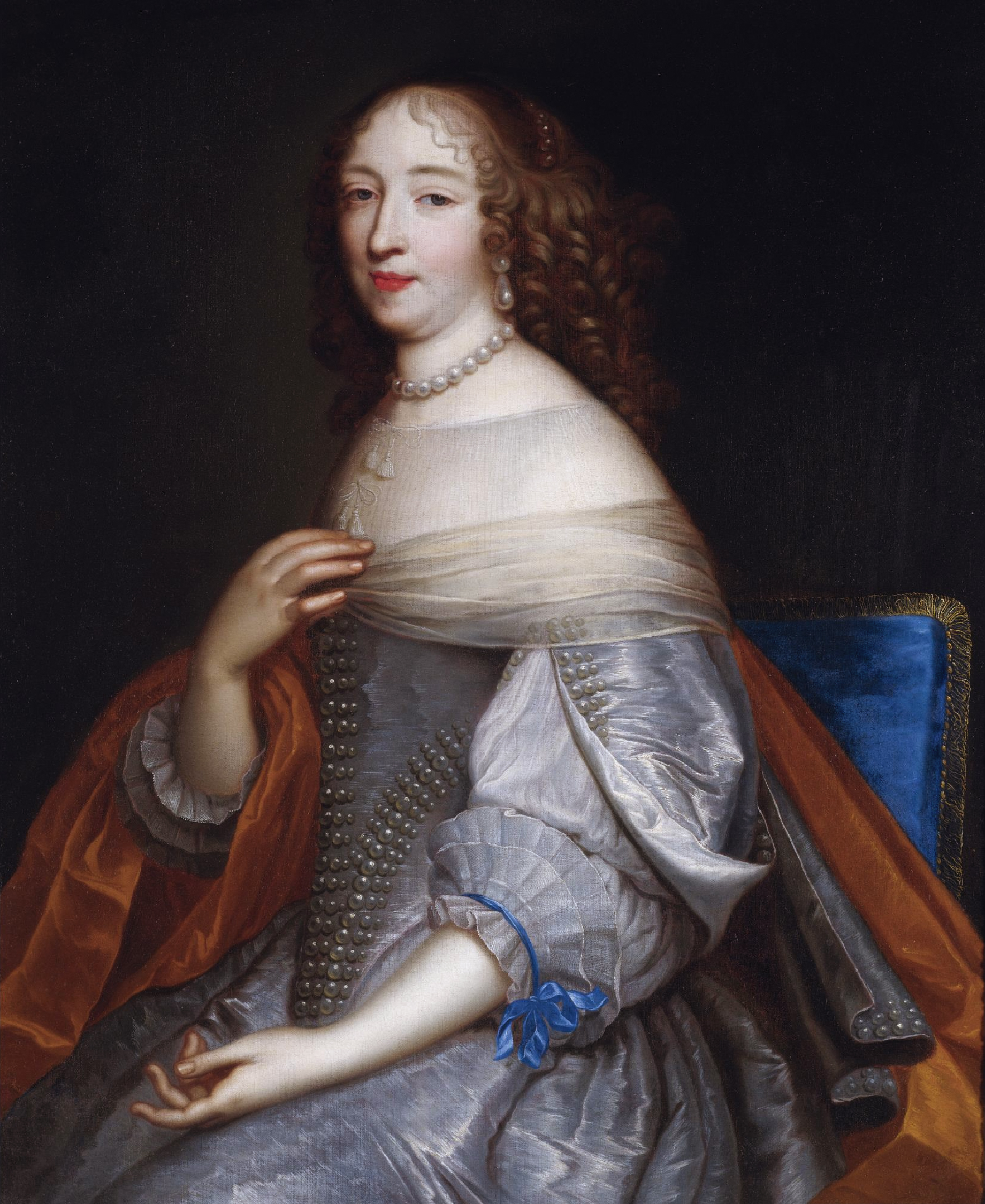
Catherine Charlotte de Gramont

Catherine Charlotte de Gramont, född 1639, död 4 juni 1678 på Palais Royal i Paris, var furstinna av Monaco 1662-1678. Gift 1660 med furst Ludvig I av Monaco. Hon var mätress åt kung Ludvig XIV av Frankrike.

## Biografi

### Tidigt liv
Catherine Charlotte var dotter till marskalk greve Antoine de Gramont och Françoise Marguerite du Plessis, som var systerdotter till kardinal Richelieu. Hennes bror Armand de Gramont, greve de Guiche, var en bisexuell skönhet som var känd för att vara älskare till både kungens bror hertig Filip I av Orléans och dennes fru Henrietta av England. 
Catherine Charlotte uppfostrades i den exklusiva klosterskolan Visitation Faubourg Saint Jacques i Paris. Hon beskrivs som en viljestark, arrogant och sofistikerad skönhet. Hon presenterades tidigt vid hovet, där hon blev känd som Catherine de Torrent för sin nöjeslystnad och ansågs vara en kontroversiell rebell även i hovkretsarna. Det var känt att hon hade ett förhållande med sin kusin, Antonin Nompar, markis de Puyguilleim, som hennes far förbjöd henne att gifta sig med.

### Äktenskap
Catherine Charlotte de Gramont gifte sig på Chateau de Gramont i mars 1660 med Monacos tronföljare prins Ludvig. Äktenskapet arrangerades av politiska skäl. När en brud valdes ut åt Ludvig av hans farfar Honorée och dennes rådgivare, var kraven att denna brud skulle stärka alliansen med Frankrike mot Spanien genom att komma ur den högsta franska hovadeln, och Catherine Charlotte var som dotter till hovmannen Gramont och systerdotterdotter till kardinal Richelieu (som 1635 hade slutit avtalet mellan Frankrike och Monaco) ett perfekt val genom sin rang och kontakter.  
Äktenskapsförslaget godkändes av Ludvig XIV. Catherine Charlotte förmåddes gå med på äktenskapet sedan hon, vid en ålder då adliga kvinnor redan var gifta, fortfarande förbjöds att gifta sig med sin älskare, som vägrade rymma med henne; skulle få en rang i enlighet med makan till en "Utländsk Furste" vid det franska hovet, en rang som innehades av furstefamiljen av Monaco; samt att hon skulle kunna fortsätta leva vid det franska hovet åtminstone fram till att hennes make blev furste. Under sin tid som kronprinsessa av Monaco skulle hon få titeln hertiginna av Valentinois.  
Efter giftermålet installerade sig paret i ett residens i Paris och fortsatte frekventera det franska hovet. Äktenskapet blev aldrig lyckligt: paret beskrivs som omaka, då Ludvig var en tillbakadragen och mer introvert personlighetstyp. I januari 1661 födde Charlotte Catherine en son.

### Furstinna av Monaco
År 1662 avled hennes makes farfar Honorée II och Ludvig besteg tronen som furste av Monaco. Catherine Charlotte tvingades mot sin vilja följa med Ludvig till Monaco, och åtföljdes på vägen dit av sin älskare Puyguilleim i förklädnad Catherine Charlotte ska ha varit besviken över sin tillvaro i Monaco, där det furstliga palatset vid denna tid var knappt mer än ett medeltida fort, hovet inte bestod av fler än furstefamiljens släktingar och inget societetsliv eller egentligt hovliv förekom. 
År 1665 kunde makarna återvända till det franska hovet. Catherine Charlotte utnämndes här till hovdam åt kungens svägerska Henrietta av England.  Hon blev under sin tid vid franska hovet invecklad i en rad kärleksintriger. Hon hade vid denna tid förhållanden med hertigen de Guiche förutom med Puyguilleim, och ryktades även ha en bisexuell relation med prinsessan Henrietta. Henrietta uppmuntrade Catherine Charlotte att inleda ett sexuellt förhållande med kungen själv för att distrahera denne bort från Louise de la Vallière tillbaka till Henrietta. 
Kungen lämnade också verkligen Valliére, men inte för Henrietta, utan för Madame de Montespan. Det hela riskerade att utvecklas till en skandal där en duell hotade mellan Guiche och Puyguilleim samtidigt som kungens eget äktenskapsbrott riskerade att exponeras. Ludvig lämnade vid denna tid hovet för att tjänstgöra i kriget tillsammans med sin frus älskare de Guiche. 
År 1668 inledde Catherine Charlotte ett förhållande med Chevalier de Lorraine, som även var älskare till Henriettas make, kungens bror hertigen av Orléans. Detta upprörde Henrietta, som fick kungen att förvisa Catherine Charlotte från hovet, och som själv fryste ut henne socialt i Paris. 
Vid samma tidpunkt hade hennes mångårige älskare Puyguilleim gift sig. 
Catherine Charlotte återvände till Monaco, där hon levde ett stillsamt liv i fyra år. Hon kunde slutligen återvända till Paris och det franska hovet 1672, när hon fick anställning som första hovdam hos kungens älskarinna Madame de Montespan. Hon avslutade sin anställning 1673, och fick då ett eget hus i Saint Germain i Paris. Hon avled sex år senare i vad som beskrivs som en långvarig sjukdom, möjligen cancer. 